# Экс (Коррез)
Экс (фр. Aix, окс. Ais) — коммуна во Франции, находится в регионе Лимузен. Департамент — Коррез. Входит в состав кантона Эйгюранд. Округ коммуны — Юссель.
Код INSEE коммуны — 19002.
Коммуна расположена приблизительно в 360 км к югу от Парижа, в 95 км восточнее Лиможа, в 65 км к северо-востоку от Тюля.

## Население
Население коммуны на 2008 год составляло 387 человек.
| 1962 | 1968 | 1975 | 1982 | 1990 | 1999 | 2008 |
| ---- | ---- | ---- | ---- | ---- | ---- | ---- |
| 537  | 431  | 373  | 371  | 325  | 307  | 387  |

## Экономика

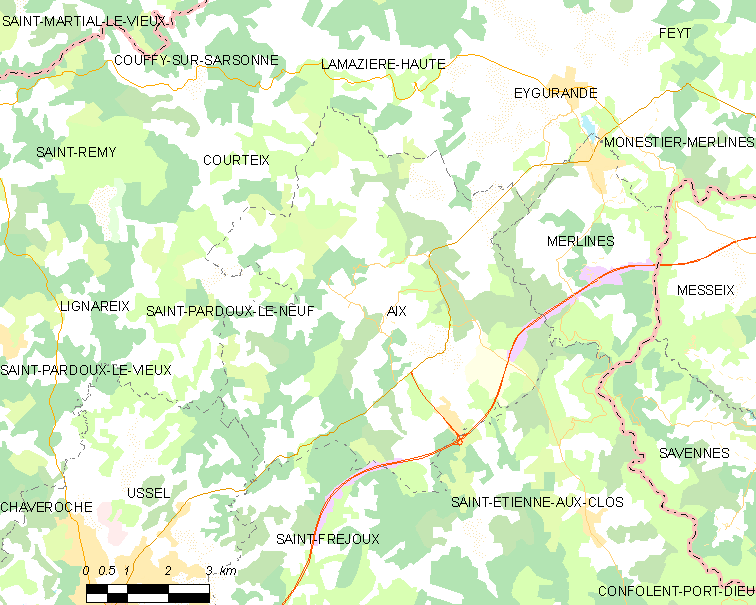
Карта коммуны

В 2007 году среди 231 человека в трудоспособном возрасте (15-64 лет) 167 были экономически активными, 64 — неактивными (показатель активности — 72,3 %, в 1999 году было 74,9 %). Из 167 активных работали 154 человека (90 мужчин и 64 женщины), безработных было 13 (7 мужчин и 6 женщин). Среди 64 неактивных 11 человек были учениками или студентами, 25 — пенсионерами, 28 были неактивными по другим причинам.